# Латинське дієвідмінювання
Дієвідмінювання — це зміна форм дієслова, завдяки чому воно передає інформацію про дію. Дієслова змінюються за особами, числами, родами, часами, видами і станами.
У латинській мові є чотири системи відмінювання дієслова (дієвідміни), а також підгрупа дієслів 3-ї дієвідміни із суфіксом -i- в недоконаних часах (можна сказати, п’ять дієвідмін). Як і в більшості мов, дієслова можуть мати активний та пасивний стан. До того ж у латинські мові є відкладені та напіввідкладені дієслова, що мають пасивну форму, але активне значення; є також недостатні дієслова, які мають лише деякі форми. Поза відмінами існують неправильні дієслова, які змінюються не за правилами.
У словнику записують чотири форми латинського дієслова:
1. перша особа однини теперішнього часу активного стану
2. перша особа однини минулого доконаного часу (перфекта) активного стану
3. супін
4. інфінітив теперішнього часу активного стану

В деяких словниках на другому місці подають форму інфінітива.
Відмінювання іменних частин мови (іменника, прикметника, займенника, числівника) розглядають окремо.

## Граматичні категорії латинського дієслова
Латинські дієслова мають такі граматичні категорії:
1. Два стани — активний і пасивний
2. Два види — доконаний і недоконаний
3. Три способи — дійсний, умовний, наказовий
4. Чотири неозначені форми — інфінітив, ґерундій, дієприкметник, супін
5. Шість часів —
- Презенс (теперішній)
- Імперфект (минулий недоконаний)
- Футур перший (майбутній недоконаний)
- Перфект (минулий доконаний)
- Плюсквамперфект (давноминулий)
- Футур другий (майбутній доконаний)

6. Два числа — однина і множина
7. Три особи — перша, друга і третя

## Чотири дієвідміни
Існує чотири системи відмінювання дієслів, вони називаються дієвідмінами. Кожне дієслово (окрім винятків) належать до якоїсь однієї дієвідміни. Це впливає на три основні форми дієслова, від яких за допомогою додавання кінцівок утворюються усі інші форми.
Дієвідміну визначають за голосним, на який закінчується основа дієслова (тобто інфінітив без закінчення –re).
- Перша дієвідміна — дієслова з основою на -ā (інфінітив на -āre)
- Друга дієвідміна — дієслова з основою на довгий -ē (інфінітив на -ēre)
- Третя дієвідміна — дієслова з основою на короткий -ě (інфінітив на -ěre); дієслова із основою на -io відмінюються трохи інакше
- Четверта дієвідміна — дієслова з основою на -ī (інфінітив на -īre).

## Способи дієслова
Є три способи дієслова:
- дійсний (індикатив, indicativus)
- умовний (кон’юнктив, coniunctivus)
- наказовий (імператив, imperativus)

## Особові закінчення
В усіх часах дієслова мають особові закінчення. Презенс, імперфект, плюсквамперфект, футур перший і футур другий мають однакові закінчення в активному стані. Перфект, плюсквамперфект і футур другий не мають закінчень в пасивному стані, оскільки утворюють його за допомогою пасивного дієприкметника і особової форми неправильного дієслова esse (бути). Перфект має особливі закінчення активного стану.
|                 |             | Активний стан | Активний стан | Пасивний стан | Пасивний стан |
| --------------- | ----------- | ------------- | ------------- | ------------- | ------------- |
| Однина          | Множина     | Однина        | Множина       |               |               |
| Презенс та інші | Перша особа | ō, m          | mus           | or, r         | mur           |
| Презенс та інші | Друга особа | s             | tis           | ris (re)      | minī          |
| Презенс та інші | Третя особа | t             | nt            | tur           | ntur          |
|                 |             | Активний стан |               |               |               |
| Однина          | Множина     |               |               |               |               |
| Перфект         | Перша особа | ī             | imus          |               |               |
| Перфект         | Друга особа | istī          | istis         |               |               |
| Перфект         | Третя особа | it            | ērunt (ēre)   |               |               |

## Недоконаний вид
До недоконаного виду належать три часи: презенс (теперішній), імперфект (минулий недоконаний) і футур перший (майбутній недоконаний). Всі форми цих часів утворюються шляхом додавання кінцівок до основи інфінітиву. Основу інфінітиву отримують, відкинувши закінчення -re (для третьої дієвідміни -ěre). Для прикладів буде використано такі дієслова:
1-ша дієвідміна: portō, portāre, portāvī, portātum — носити
2-га дієвідміна: terreō, terrēre, terruī, territum — лякати, проганяти
3-тя дієвідміна: petō, petere, petīvī, petītum — прагнути, вимагати
4-та дієвідміна: audiō, audīre, audīvī, audītum — чути, слухати
Відкинувши закінчення -re у дієслів першої, другої та четвертої дієвідмін, отримаємо основи цих дієслів: portāre — re = portā, terrēre — re = terrē, audīre — re = audī. Щодо дієслів третьої дієвідміни, то, аби отримати їх основу, треба відкинути закінчення разом із кінцевим голосним: petěre — ěre = pet.

### Презенс
Теперішній час (tempus praesens) в латинській мові передає незавершену дію, що відбувається в поточний момент.

#### Індикатив (презенс)
Теперішній час дійсного способу (praesens indicativi) передає лише факти, тобто те, що є насправді, об'єктивну дійсність. Portāmus — ми несемо.
- У дієсловах третьої дієвідміни між основою і особовим закінченням виникає у всіх особах крім першої однини (я) та третьої множини (вони) сполучний голосний -i-. В третій особі множини третьої та четвертої дієвідмін між основою та особовим закінченням виникає голосний -u-.
- В першій особі однини (я) дієслова першої дієвідміни, набуваючи -ō, втрачають -ā.

В усіх інших випадках особові закінчення приєднуються до основи дієслова.
|             | Теперішній час дійсного способу активного стану | Теперішній час дійсного способу активного стану | Теперішній час дійсного способу активного стану | Теперішній час дійсного способу активного стану | Теперішній час дійсного способу активного стану | Теперішній час дійсного способу активного стану | Теперішній час дійсного способу активного стану | Теперішній час дійсного способу активного стану |
| portāre     | portāre                                         | terrēre                                         | terrēre                                         | petere                                          | petere                                          | audīre                                          | audīre                                          |                                                 |
| Однина      | Множина                                         | Однина                                          | Множина                                         | Однина                                          | Множина                                         | Однина                                          | Множина                                         |                                                 |
| ----------- | ----------------------------------------------- | ----------------------------------------------- | ----------------------------------------------- | ----------------------------------------------- | ----------------------------------------------- | ----------------------------------------------- | ----------------------------------------------- | ----------------------------------------------- |
| Перша особа | portō                                           | portāmus                                        | terreō                                          | terrēmus                                        | petō                                            | petimus                                         | audiō                                           | audīmus                                         |
| Друга особа | portās                                          | portātis                                        | terrēs                                          | terrētis                                        | petis                                           | petitis                                         | audīs                                           | audītis                                         |
| Третя особа | portat                                          | portant                                         | terret                                          | terrent                                         | petit                                           | petunt                                          | audit                                           | audiunt                                         |

Закінчення пасивного стану «вивертають» дієслово навиворіт. Якщо portō — я несу, то portor — мене несуть, я є несений.
|             | Теперішній час дійсного способу пасивного стану | Теперішній час дійсного способу пасивного стану | Теперішній час дійсного способу пасивного стану | Теперішній час дійсного способу пасивного стану | Теперішній час дійсного способу пасивного стану | Теперішній час дійсного способу пасивного стану | Теперішній час дійсного способу пасивного стану | Теперішній час дійсного способу пасивного стану |
| portāre     | portāre                                         | terrēre                                         | terrēre                                         | petere                                          | petere                                          | audīre                                          | audīre                                          |                                                 |
| Однина      | Множина                                         | Однина                                          | Множина                                         | Однина                                          | Множина                                         | Однина                                          | Множина                                         |                                                 |
| ----------- | ----------------------------------------------- | ----------------------------------------------- | ----------------------------------------------- | ----------------------------------------------- | ----------------------------------------------- | ----------------------------------------------- | ----------------------------------------------- | ----------------------------------------------- |
| Перша особа | portor                                          | portāmur                                        | terreor                                         | terrēmur                                        | petor                                           | petimur                                         | audior                                          | audīmur                                         |
| Друга особа | portāris                                        | portāminī                                       | terrēris                                        | terrēminī                                       | peteris                                         | petiminī                                        | audīris                                         | audīminī                                        |
| Третя особа | portātur                                        | portantur                                       | terrētur                                        | terrentur                                       | petitur                                         | petuntur                                        | audītur                                         | audiuntur                                       |

Зауваження: в другій особі однини (ти) дієслів тртьої дієвідміни (тут petere) сполучним голосним є e (peteris, не petiris).

#### Кон'юнктив (презенс)
Теперішній час умовного способу (praesens coniunctivi) в незалежних реченнях може передавати заохочення (c. hortativus) — ми, наказ (c. imperativus) — ти, він, вона, воно, ви, вони, заборону (c. prohibitivus) — ти, ви, побажання (c. optativus) — всі особи, можливість (c. potentialis) — всі особи, сумнів (c. dubitativus) — я, ми, припущення (c. concessivus) — всі особи.
Особові закінчення в теперішньому часі умовного способу такі ж, як у дійсному способі (за винятком першої особи однини, де на місці закінчення -o закінчення -m). При цьому перед закінченнями з'являються нові суфікси, що й відрізняє ці способи між собою у теперішньому часі:
- Перша дієвідміна — замість a — e
- Друга дієвідміна — з'являється суфікс a
- Третя дієвідміна — з'являється суфікс a
- Четверта дієвідміна — з'являється суфікс a.

|             | Теперішній час умовного способу активного стану | Теперішній час умовного способу активного стану | Теперішній час умовного способу активного стану | Теперішній час умовного способу активного стану | Теперішній час умовного способу активного стану | Теперішній час умовного способу активного стану | Теперішній час умовного способу активного стану | Теперішній час умовного способу активного стану |
| portāre     | portāre                                         | terrēre                                         | terrēre                                         | petere                                          | petere                                          | audīre                                          | audīre                                          |                                                 |
| Однина      | Множина                                         | Однина                                          | Множина                                         | Однина                                          | Множина                                         | Однина                                          | Множина                                         |                                                 |
| ----------- | ----------------------------------------------- | ----------------------------------------------- | ----------------------------------------------- | ----------------------------------------------- | ----------------------------------------------- | ----------------------------------------------- | ----------------------------------------------- | ----------------------------------------------- |
| Перша особа | portem                                          | portēmus                                        | terream                                         | terreāmus                                       | petam                                           | petāmus                                         | audiam                                          | audiāmus                                        |
| Друга особа | portēs                                          | portētis                                        | terreās                                         | terreātis                                       | petās                                           | petātis                                         | audiās                                          | audiātis                                        |
| Третя особа | portet                                          | portent                                         | terreat                                         | terreant                                        | petat                                           | petant                                          | audiat                                          | audiant                                         |

Замінюючи закінчення активного стану закінченнями пасивного, отримуємо пасивний стан умовного способу.
|             | Теперішній час умовного способу пасивного стану | Теперішній час умовного способу пасивного стану | Теперішній час умовного способу пасивного стану | Теперішній час умовного способу пасивного стану | Теперішній час умовного способу пасивного стану | Теперішній час умовного способу пасивного стану | Теперішній час умовного способу пасивного стану | Теперішній час умовного способу пасивного стану |
| portāre     | portāre                                         | terrēre                                         | terrēre                                         | petere                                          | petere                                          | audīre                                          | audīre                                          |                                                 |
| Однина      | Множина                                         | Однина                                          | Множина                                         | Однина                                          | Множина                                         | Однина                                          | Множина                                         |                                                 |
| ----------- | ----------------------------------------------- | ----------------------------------------------- | ----------------------------------------------- | ----------------------------------------------- | ----------------------------------------------- | ----------------------------------------------- | ----------------------------------------------- | ----------------------------------------------- |
| Перша особа | porter                                          | portēmur                                        | terrear                                         | terreāmur                                       | petar                                           | petāmur                                         | audiar                                          | audiāmur                                        |
| Друга особа | portēris                                        | portēminī                                       | terreāris                                       | terreāminī                                      | petāris                                         | petāminī                                        | audiāris                                        | audiāminī                                       |
| Третя особа | portētur                                        | portentur                                       | terreātur                                       | terreantur                                      | petātur                                         | petantur                                        | audiātur                                        | audiantur                                       |

#### Імператив (презенс)
Теперішній час наказового способу (praesens imperativi) виражає наказ, прохання чи пораду. Вживається лише з другою особою.
- В однині закінчення немає, вживається основа дієслова.

|             | Теперішній час наказового способу активного стану | Теперішній час наказового способу активного стану | Теперішній час наказового способу активного стану | Теперішній час наказового способу активного стану | Теперішній час наказового способу активного стану | Теперішній час наказового способу активного стану | Теперішній час наказового способу активного стану | Теперішній час наказового способу активного стану |
| portāre     | portāre                                           | terrēre                                           | terrēre                                           | petere                                            | petere                                            | audīre                                            | audīre                                            |                                                   |
| Однина      | Множина                                           | Однина                                            | Множина                                           | Однина                                            | Множина                                           | Однина                                            | Множина                                           |                                                   |
| ----------- | ------------------------------------------------- | ------------------------------------------------- | ------------------------------------------------- | ------------------------------------------------- | ------------------------------------------------- | ------------------------------------------------- | ------------------------------------------------- | ------------------------------------------------- |
| Друга особа | portā                                             | portāte                                           | terrē                                             | terrēte                                           | pete                                              | petite                                            | audī                                              | audīte                                            |

Пасивний стан наказового способу вживається вкрай рідко. Наказ portāminī можна перекласти як будьте пренесеними.
- В однині вживається інфінітив, а в множині — форма другої особи множини дійсного способу.

|             | Теперішній час наказового способу пасивного стану | Теперішній час наказового способу пасивного стану | Теперішній час наказового способу пасивного стану | Теперішній час наказового способу пасивного стану | Теперішній час наказового способу пасивного стану | Теперішній час наказового способу пасивного стану | Теперішній час наказового способу пасивного стану | Теперішній час наказового способу пасивного стану |
| portāre     | portāre                                           | terrēre                                           | terrēre                                           | petere                                            | petere                                            | audīre                                            | audīre                                            |                                                   |
| Однина      | Множина                                           | Однина                                            | Множина                                           | Однина                                            | Множина                                           | Однина                                            | Множина                                           |                                                   |
| ----------- | ------------------------------------------------- | ------------------------------------------------- | ------------------------------------------------- | ------------------------------------------------- | ------------------------------------------------- | ------------------------------------------------- | ------------------------------------------------- | ------------------------------------------------- |
| Друга особа | portāre                                           | portāminī                                         | terrēre                                           | terrēminī                                         | petere                                            | petiminī                                          | audīre                                            | audīminī                                          |

### Імперфект
Минулий недоконаний час (tempus imperfectum) виражає незавершену дію, що відбувалася в минулому. Відмінними рисами форм цього часу є суфікс ba в дійсному способі та суфікс re в умовному способі (з довгим чи коротким a/e залежно від закінчення).

#### Індикатив (імперфект)
Дійсний спосіб (imperfectum indicativi) виражає незавершену дію, що відбувалася в минулому: portābam — я ніс/носив.
- В дійсному способі минулого недоконаного часу перед особовими закінченнями з'являється суфікс ba.

|             | Минулий недоконаний час дійсного способу активного стану | Минулий недоконаний час дійсного способу активного стану | Минулий недоконаний час дійсного способу активного стану | Минулий недоконаний час дійсного способу активного стану | Минулий недоконаний час дійсного способу активного стану | Минулий недоконаний час дійсного способу активного стану | Минулий недоконаний час дійсного способу активного стану | Минулий недоконаний час дійсного способу активного стану |
| portāre     | portāre                                                  | terrēre                                                  | terrēre                                                  | petere                                                   | petere                                                   | audīre                                                   | audīre                                                   |                                                          |
| Однина      | Множина                                                  | Однина                                                   | Множина                                                  | Однина                                                   | Множина                                                  | Однина                                                   | Множина                                                  |                                                          |
| ----------- | -------------------------------------------------------- | -------------------------------------------------------- | -------------------------------------------------------- | -------------------------------------------------------- | -------------------------------------------------------- | -------------------------------------------------------- | -------------------------------------------------------- | -------------------------------------------------------- |
| Перша особа | portābam                                                 | portābāmus                                               | terrēbam                                                 | terrēbāmus                                               | petēbam                                                  | petēbāmus                                                | audiēbam                                                 | audiēbāmus                                               |
| Друга особа | portābās                                                 | portābātis                                               | terrēbās                                                 | terrēbātis                                               | petēbās                                                  | petēbātis                                                | audiēbās                                                 | audiēbātis                                               |
| Третя особа | portābat                                                 | portābant                                                | terrēbat                                                 | terrēbant                                                | petēbat                                                  | petēbant                                                 | audiēbat                                                 | audiēbant                                                |

Пасив утворюється за тими ж правилами, що й у теперішньому часі дійсного способу. Portābar — мене було несено.
|             | Минулий недоконаний час дійсного способу пасивного стану | Минулий недоконаний час дійсного способу пасивного стану | Минулий недоконаний час дійсного способу пасивного стану | Минулий недоконаний час дійсного способу пасивного стану | Минулий недоконаний час дійсного способу пасивного стану | Минулий недоконаний час дійсного способу пасивного стану | Минулий недоконаний час дійсного способу пасивного стану | Минулий недоконаний час дійсного способу пасивного стану |
| portāre     | portāre                                                  | terrēre                                                  | terrēre                                                  | petere                                                   | petere                                                   | audīre                                                   | audīre                                                   |                                                          |
| Однина      | Множина                                                  | Однина                                                   | Множина                                                  | Однина                                                   | Множина                                                  | Однина                                                   | Множина                                                  |                                                          |
| ----------- | -------------------------------------------------------- | -------------------------------------------------------- | -------------------------------------------------------- | -------------------------------------------------------- | -------------------------------------------------------- | -------------------------------------------------------- | -------------------------------------------------------- | -------------------------------------------------------- |
| Перша особа | portābar                                                 | portābāmur                                               | terrēbar                                                 | terrēbāmur                                               | petēbar                                                  | petēbāmur                                                | audiēbar                                                 | audiēbāmur                                               |
| Друга особа | portābāris                                               | portābāminī                                              | terrēbāris                                               | terrēbāminī                                              | petēbāris                                                | petēbāminī                                               | audiēbāris                                               | audiēbāminī                                              |
| Третя особа | portābātur                                               | portābantur                                              | terrēbātur                                               | terrēbantur                                              | petēbātur                                                | petēbantur                                               | audiēbātur                                               | audiēbantur                                              |

#### Кон'юнктив (імперфект)
Умовний спосіб минулого часу недоконаного виду (imperfectum coniunctivi) у незалежних реченнях може передавати побажання (c. optativus) — всі особи, сумнів (c. dubitativus) — я, ми.
Особові закінчення умовного способу такі ж, як у теперішньому часі умовного способу. Закінчення додають до інфінітива теперішнього часу. Те саме стосується утворення пасивного стану.
|             | Минулий недоконаний час умовного способу активного стану | Минулий недоконаний час умовного способу активного стану | Минулий недоконаний час умовного способу активного стану | Минулий недоконаний час умовного способу активного стану | Минулий недоконаний час умовного способу активного стану | Минулий недоконаний час умовного способу активного стану | Минулий недоконаний час умовного способу активного стану | Минулий недоконаний час умовного способу активного стану |
| portāre     | portāre                                                  | terrēre                                                  | terrēre                                                  | petere                                                   | petere                                                   | audīre                                                   | audīre                                                   |                                                          |
| Однина      | Множина                                                  | Однина                                                   | Множина                                                  | Однина                                                   | Множина                                                  | Однина                                                   | Множина                                                  |                                                          |
| ----------- | -------------------------------------------------------- | -------------------------------------------------------- | -------------------------------------------------------- | -------------------------------------------------------- | -------------------------------------------------------- | -------------------------------------------------------- | -------------------------------------------------------- | -------------------------------------------------------- |
| Перша особа | portārem                                                 | portāremus                                               | terrērem                                                 | terrēremus                                               | peterem                                                  | peteremus                                                | audīrem                                                  | audīremus                                                |
| Друга особа | portāres                                                 | portāretis                                               | terrēres                                                 | terrēretis                                               | peteres                                                  | peteretis                                                | audīres                                                  | audīretis                                                |
| Третя особа | portāret                                                 | portārent                                                | terrēret                                                 | terrērent                                                | peteret                                                  | peterent                                                 | audīret                                                  | audīrent                                                 |

|             | Минулий недоконаний час умовного способу пасивного стану | Минулий недоконаний час умовного способу пасивного стану | Минулий недоконаний час умовного способу пасивного стану | Минулий недоконаний час умовного способу пасивного стану | Минулий недоконаний час умовного способу пасивного стану | Минулий недоконаний час умовного способу пасивного стану | Минулий недоконаний час умовного способу пасивного стану | Минулий недоконаний час умовного способу пасивного стану |
| portāre     | portāre                                                  | terrēre                                                  | terrēre                                                  | petere                                                   | petere                                                   | audīre                                                   | audīre                                                   |                                                          |
| Однина      | Множина                                                  | Однина                                                   | Множина                                                  | Однина                                                   | Множина                                                  | Однина                                                   | Множина                                                  |                                                          |
| ----------- | -------------------------------------------------------- | -------------------------------------------------------- | -------------------------------------------------------- | -------------------------------------------------------- | -------------------------------------------------------- | -------------------------------------------------------- | -------------------------------------------------------- | -------------------------------------------------------- |
| Перша особа | portārer                                                 | portāremur                                               | terrērer                                                 | terrēremur                                               | petar                                                    | petāmur                                                  | audīrer                                                  | audīremur                                                |
| Друга особа | portāreris                                               | portāreminī                                              | terrēreris                                               | t terrēreminī                                            | petāris                                                  | petāminī                                                 | audīreris                                                | audīreminī                                               |
| Третя особа | portāretur                                               | portārentur                                              | terrēretur                                               | terrērentur                                              | petātur                                                  | petantur                                                 | audīretur                                                | audīrentur                                               |

### Футур перший
Майбутній недоконаний час (tempus futurum primum, tempus futurum simplex) виражає незавершену дію в майбутньому.

#### Індикатив (футур)
Дійсний спосіб майбутнього недоконаного (futurum primum indicativi) часу утворюється шляхом додавання суфіксів -b- зі сполучними голосними -i- чи -u- для першої та другої дієвідмін та суфіксів -a- чи -e- для третьої та четвертої дієвідмін. До цих суфіксів додають особові закінчення (для першої-другої дієвідмін перша особа однини активного стану -o, для третьої-четвертої — -m). Те саме стосується і пасивного стану. Наприклад: portābō — я носитиму, portābor — мене носитимуть.
|             | Майбутній недоконаний час дійсного способу активного стану | Майбутній недоконаний час дійсного способу активного стану | Майбутній недоконаний час дійсного способу активного стану | Майбутній недоконаний час дійсного способу активного стану | Майбутній недоконаний час дійсного способу активного стану | Майбутній недоконаний час дійсного способу активного стану | Майбутній недоконаний час дійсного способу активного стану | Майбутній недоконаний час дійсного способу активного стану |
| portāre     | portāre                                                    | terrēre                                                    | terrēre                                                    | petere                                                     | petere                                                     | audīre                                                     | audīre                                                     |                                                            |
| Однина      | Множина                                                    | Однина                                                     | Множина                                                    | Однина                                                     | Множина                                                    | Однина                                                     | Множина                                                    |                                                            |
| ----------- | ---------------------------------------------------------- | ---------------------------------------------------------- | ---------------------------------------------------------- | ---------------------------------------------------------- | ---------------------------------------------------------- | ---------------------------------------------------------- | ---------------------------------------------------------- | ---------------------------------------------------------- |
| Перша особа | portābō                                                    | portābimus                                                 | terrēbō                                                    | terrēbimus                                                 | petam                                                      | petēmus                                                    | audiam                                                     | audiēmus                                                   |
| Друга особа | portābis                                                   | portābitis                                                 | terrēbis                                                   | terrēbitis                                                 | petēs                                                      | petētis                                                    | audiēs                                                     | audiētis                                                   |
| Третя особа | portābit                                                   | portābunt                                                  | terrēbit                                                   | terrēbunt                                                  | petet                                                      | petent                                                     | audiet                                                     | audient                                                    |

|             | Майбутній недоконаний час дійсного способу пасивного стану | Майбутній недоконаний час дійсного способу пасивного стану | Майбутній недоконаний час дійсного способу пасивного стану | Майбутній недоконаний час дійсного способу пасивного стану | Майбутній недоконаний час дійсного способу пасивного стану | Майбутній недоконаний час дійсного способу пасивного стану | Майбутній недоконаний час дійсного способу пасивного стану | Майбутній недоконаний час дійсного способу пасивного стану |
| portāre     | portāre                                                    | terrēre                                                    | terrēre                                                    | petere                                                     | petere                                                     | audīre                                                     | audīre                                                     |                                                            |
| Однина      | Множина                                                    | Однина                                                     | Множина                                                    | Однина                                                     | Множина                                                    | Однина                                                     | Множина                                                    |                                                            |
| ----------- | ---------------------------------------------------------- | ---------------------------------------------------------- | ---------------------------------------------------------- | ---------------------------------------------------------- | ---------------------------------------------------------- | ---------------------------------------------------------- | ---------------------------------------------------------- | ---------------------------------------------------------- |
| Перша особа | portābor                                                   | portābimur                                                 | terrēbor                                                   | terrēbimur                                                 | petar                                                      | petēmur                                                    | audiar                                                     | audiēmur                                                   |
| Друга особа | portāberis                                                 | portābiminī                                                | terrēberis                                                 | terrēbiminī                                                | petēris                                                    | petēminī                                                   | audiēris                                                   | audiēminī                                                  |
| Третя особа | portābitur                                                 | portābuntur                                                | terrēbitur                                                 | terrēbuntur                                                | petētur                                                    | petentur                                                   | audiētur                                                   | audientur                                                  |

#### Імператив (футур)
Наказовий спосіб майбутнього часу (futurum primum imperativi) широко вживається в юридичній мові, зокрема, у формулах римського права, також у приписах та моральних настановах, звернених до не вказаної особи.
Має форми другої та третьої осіб, утворюється шляхом додавання до основи інфінітива закінчень -to (ти, він, вона, воно), -tote (ви) чи -nto (вони). У дієсловах третьої відміни виникає сполучний голосний -u- (перед закінченням третьої особи множини вони) та -i- (перед закінченнями решти осіб). У дієсловах четвертої дієвідміни також виникає сполучний голосний -u- в третій особі множини.
|             | Майбутній час наказового способу активного стану | Майбутній час наказового способу активного стану | Майбутній час наказового способу активного стану | Майбутній час наказового способу активного стану | Майбутній час наказового способу активного стану | Майбутній час наказового способу активного стану | Майбутній час наказового способу активного стану | Майбутній час наказового способу активного стану |
| portāre     | portāre                                          | terrēre                                          | terrēre                                          | petere                                           | petere                                           | audīre                                           | audīre                                           |                                                  |
| Однина      | Множина                                          | Однина                                           | Множина                                          | Однина                                           | Множина                                          | Однина                                           | Множина                                          |                                                  |
| ----------- | ------------------------------------------------ | ------------------------------------------------ | ------------------------------------------------ | ------------------------------------------------ | ------------------------------------------------ | ------------------------------------------------ | ------------------------------------------------ | ------------------------------------------------ |
| Друга особа | portātō                                          | portātōte                                        | terrētō                                          | terrētōte                                        | petitō                                           | petitōte                                         | audītō                                           | audītōte                                         |
| Третя особа | portātō                                          | portantō                                         | terrētō                                          | terrentō                                         | petitō                                           | petuntō                                          | audītō                                           | audiuntō                                         |

Для пасивного стану не властива форма другої особи множини.
|             | Майбутній час наказового способу пасивного стану | Майбутній час наказового способу пасивного стану | Майбутній час наказового способу пасивного стану | Майбутній час наказового способу пасивного стану | Майбутній час наказового способу пасивного стану | Майбутній час наказового способу пасивного стану | Майбутній час наказового способу пасивного стану | Майбутній час наказового способу пасивного стану |
| portāre     | portāre                                          | terrēre                                          | terrēre                                          | petere                                           | petere                                           | audīre                                           | audīre                                           |                                                  |
| Однина      | Множина                                          | Однина                                           | Множина                                          | Однина                                           | Множина                                          | Однина                                           | Множина                                          |                                                  |
| ----------- | ------------------------------------------------ | ------------------------------------------------ | ------------------------------------------------ | ------------------------------------------------ | ------------------------------------------------ | ------------------------------------------------ | ------------------------------------------------ | ------------------------------------------------ |
| Друга особа | portātor                                         | ——                                               | terrētor                                         | ——                                               | petitor                                          | ——                                               | audītor                                          | ——                                               |
| Третя особа | portātor                                         | portantor                                        | terrētor                                         | terrentor                                        | petitor                                          | petuntor                                         | audītor                                          | audiuntor                                        |

## Доконаний вид
До доконаного виду належать три часи: перфект (минулий доконаний), плюсквамперфект (давноминулий) і футур другий (майбутній доконаний). Дієвідмінювання в цих часах відбувається двома шляхами, різними для двох станів (активного і пасивного). Для прикладів буде використано такі дієслова:
1-ша дієвідміна: portō, portāre, portāvī, portātum — носити
2-га дієвідміна: terreō, terrēre, terruī, territum — лякати, проганяти
3-тя дієвідміна: petō, petere, petīvī, petītum — прагнути, вимагати
4-та дієвідміна: audiō, audīre, audīvī, audītum — чути, слухати
В активному стані до основи перфекта додаються особові закінчення. Основу перфекта отримуємо відкинувши закінчення –ī в першій особі перфекта: portavi — i = portav. В пасивному стані дієслова утворюють конструкції за допомогою пасивного дієприкметника та дієслова esse (бути), яке власне і вказує на особу.
Наказовий спосіб в часах доконаного виду не утворюється.

### Перфект
Минулий доконаний час (tempus perfectum) стосується дії, завершеної в минулому. Особові закінчення в дійсному і умовному способах різні.

#### Індикатив (перфект)
Минулий доконаний час дійсного способу (perfectum indicativi) виражає дію, що вже відбулася в минулому. Якщо ж дія почалася в минулому і триває досі, використовують імперфект. Portāvī можна перекласти як Я приніс.
- Слід зауважити, що закінчення активного стану перфекта є особливими і не повторюються в жодному іншому часі.

|             | Минулий доконаний час дійсного способу активного стану | Минулий доконаний час дійсного способу активного стану | Минулий доконаний час дійсного способу активного стану | Минулий доконаний час дійсного способу активного стану | Минулий доконаний час дійсного способу активного стану | Минулий доконаний час дійсного способу активного стану | Минулий доконаний час дійсного способу активного стану | Минулий доконаний час дійсного способу активного стану |
| portāre     | portāre                                                | terrēre                                                | terrēre                                                | petere                                                 | petere                                                 | audīre                                                 | audīre                                                 |                                                        |
| Однина      | Множина                                                | Однина                                                 | Множина                                                | Однина                                                 | Множина                                                | Однина                                                 | Множина                                                |                                                        |
| ----------- | ------------------------------------------------------ | ------------------------------------------------------ | ------------------------------------------------------ | ------------------------------------------------------ | ------------------------------------------------------ | ------------------------------------------------------ | ------------------------------------------------------ | ------------------------------------------------------ |
| Перша особа | portāvī                                                | portāvimus                                             | terruī                                                 | terruimus                                              | petīvī                                                 | petīvimus                                              | audīvī                                                 | audīvimus                                              |
| Друга особа | portāvistī                                             | portāvistis                                            | terruistī                                              | terruistis                                             | petīvistī                                              | petīvistis                                             | audīvistī                                              | audīvistis                                             |
| Третя особа | portāvit                                               | portāvērunt                                            | terruit                                                | terruērunt                                             | petīvit                                                | petīvērunt                                             | audīvit                                                | audīvērunt                                             |

В пасивному стані пасивний дієприкметник вживається з дієсловом esse (бути), при чому esse відмінюється в теперішньому час дійсного способу (sum, es, est...).
|             | Минулий доконаний час дійсного способу пасивного стану | Минулий доконаний час дійсного способу пасивного стану | Минулий доконаний час дійсного способу пасивного стану | Минулий доконаний час дійсного способу пасивного стану | Минулий доконаний час дійсного способу пасивного стану | Минулий доконаний час дійсного способу пасивного стану | Минулий доконаний час дійсного способу пасивного стану | Минулий доконаний час дійсного способу пасивного стану |
| portāre     | portāre                                                | terrēre                                                | terrēre                                                | petere                                                 | petere                                                 | audīre                                                 | audīre                                                 |                                                        |
| Однина      | Множина                                                | Однина                                                 | Множина                                                | Однина                                                 | Множина                                                | Однина                                                 | Множина                                                |                                                        |
| ----------- | ------------------------------------------------------ | ------------------------------------------------------ | ------------------------------------------------------ | ------------------------------------------------------ | ------------------------------------------------------ | ------------------------------------------------------ | ------------------------------------------------------ | ------------------------------------------------------ |
| Перша особа | portātus sum                                           | portātī sumus                                          | territus sum                                           | territī sumus                                          | petītus sum                                            | petītī sumus                                           | audītus sum                                            | audītī sumus                                           |
| Друга особа | portātus es                                            | portātī estis                                          | territus es                                            | territī estis                                          | petītus es                                             | petītī estis                                           | audītus es                                             | audītī estis                                           |
| Третя особа | portātus est                                           | portātī sunt                                           | territus est                                           | territī sunt                                           | petītus est                                            | petītī sunt                                            | audītus est                                            | audītī sunt                                            |

#### Кон'юнктив (перфект)
Минулий доконаний час умовного способу (perfectum coniunctivi) в незалежних реченнях може передавати заборону (c. prohibitivus) — ти, ви, можливість (c. potentialis) — всі особи, припущення (c. concessivus) — всі особи.
- Особові закінчення типові для умовного способу. Між основою і закінченням виникає суфікс eri.

|             | Минулий доконаний час умовного способу активного стану | Минулий доконаний час умовного способу активного стану | Минулий доконаний час умовного способу активного стану | Минулий доконаний час умовного способу активного стану | Минулий доконаний час умовного способу активного стану | Минулий доконаний час умовного способу активного стану | Минулий доконаний час умовного способу активного стану | Минулий доконаний час умовного способу активного стану |
| portāre     | portāre                                                | terrēre                                                | terrēre                                                | petere                                                 | petere                                                 | audīre                                                 | audīre                                                 |                                                        |
| Однина      | Множина                                                | Однина                                                 | Множина                                                | Однина                                                 | Множина                                                | Однина                                                 | Множина                                                |                                                        |
| ----------- | ------------------------------------------------------ | ------------------------------------------------------ | ------------------------------------------------------ | ------------------------------------------------------ | ------------------------------------------------------ | ------------------------------------------------------ | ------------------------------------------------------ | ------------------------------------------------------ |
| Перша особа | portāverim                                             | portāverīmus                                           | terruerim                                              | terruerīmus                                            | petīverim                                              | petīverīmus                                            | audīverim                                              | audīverīmus                                            |
| Друга особа | portāverīs                                             | portāverītis                                           | terruerīs                                              | terruerītis                                            | petīverīs                                              | petīverītis                                            | audīverīs                                              | audīverītis                                            |
| Третя особа | portāverit                                             | portāverint                                            | terruerit                                              | terruerint                                             | petīverit                                              | petīverint                                             | audīverit                                              | audīverint                                             |

В пасивному стані дієслово esse відмінюється в теперішньому часі умовного способу (sim, sis, sit...).
|             | Минулий час умовного способу пасивного стану | Минулий час умовного способу пасивного стану | Минулий час умовного способу пасивного стану | Минулий час умовного способу пасивного стану | Минулий час умовного способу пасивного стану | Минулий час умовного способу пасивного стану | Минулий час умовного способу пасивного стану | Минулий час умовного способу пасивного стану |
| portāre     | portāre                                      | terrēre                                      | terrēre                                      | petere                                       | petere                                       | audīre                                       | audīre                                       |                                              |
| Однина      | Множина                                      | Однина                                       | Множина                                      | Однина                                       | Множина                                      | Однина                                       | Множина                                      |                                              |
| ----------- | -------------------------------------------- | -------------------------------------------- | -------------------------------------------- | -------------------------------------------- | -------------------------------------------- | -------------------------------------------- | -------------------------------------------- | -------------------------------------------- |
| Перша особа | portātus sim                                 | portātī sīmus                                | territus sim                                 | territī sīmus                                | petītus sim                                  | petītī sīmus                                 | audītus sim                                  | audītī sīmus                                 |
| Друга особа | portātus sīs                                 | portātī sītis                                | territus sīs                                 | territī sītis                                | petītus sīs                                  | petītī sītis                                 | audītus sīs                                  | audītī sītis                                 |
| Третя особа | portātus sit                                 | portātī sint                                 | territus sit                                 | territī sint                                 | petītus sit                                  | petītī sint                                  | audītus sit                                  | audītī sint                                  |

### Плюсквамперфект
Давноминулий час (tempus plus quam perfectum) стосується дії, яка відбулася перед уже здійсненою дією. Форми цього часу відрізняються суфіксами era в дійсному способі та isse в умовному.

#### Індикатив (плюсквамперфект)
Давноминулий час дійсного способу (plusquamperfectum indicativi) в латинській мові, як і в українській, виражає дію, що передувала іншій завершеній дії (перфект). Його утворюють, додаючи до основи перфекта суфікс era та особові закінчення. Це можна пояснити як поєднання основи перфекта з дієсловом esse в імперфекті (portav+eram/eras/erat...). Portāveram перекладають як Я був ніс/носив.
|             | Давноминулий час дйсного способу активного стану | Давноминулий час дйсного способу активного стану | Давноминулий час дйсного способу активного стану | Давноминулий час дйсного способу активного стану | Давноминулий час дйсного способу активного стану | Давноминулий час дйсного способу активного стану | Давноминулий час дйсного способу активного стану | Давноминулий час дйсного способу активного стану |
| portāre     | portāre                                          | terrēre                                          | terrēre                                          | petere                                           | petere                                           | audīre                                           | audīre                                           |                                                  |
| Однина      | Множина                                          | Однина                                           | Множина                                          | Однина                                           | Множина                                          | Однина                                           | Множина                                          |                                                  |
| ----------- | ------------------------------------------------ | ------------------------------------------------ | ------------------------------------------------ | ------------------------------------------------ | ------------------------------------------------ | ------------------------------------------------ | ------------------------------------------------ | ------------------------------------------------ |
| Перша особа | portāveram                                       | portāverāmus                                     | terrueram                                        | terruerāmus                                      | petīveram                                        | petīverāmus                                      | audīveram                                        | audīverāmus                                      |
| Друга особа | portāverās                                       | portāverātis                                     | terruerās                                        | terrurerātis                                     | petīverās                                        | petīverātis                                      | audīverās                                        | audīverātis                                      |
| Третя особа | portāverat                                       | portāverant                                      | terruerat                                        | terruerant                                       | petīverat                                        | petīverant                                       | audīverat                                        | audīverant                                       |

В пасивному стані дієслово esse відмінюється в минулому недоконаному часі (імперфекті) (eram, eras, erat...). Portātus eram — Мене було несли.
|             | Давноминулий час дійсного способу пасивного стану | Давноминулий час дійсного способу пасивного стану | Давноминулий час дійсного способу пасивного стану | Давноминулий час дійсного способу пасивного стану | Давноминулий час дійсного способу пасивного стану | Давноминулий час дійсного способу пасивного стану | Давноминулий час дійсного способу пасивного стану | Давноминулий час дійсного способу пасивного стану |
| portāre     | portāre                                           | terrēre                                           | terrēre                                           | petere                                            | petere                                            | audīre                                            | audīre                                            |                                                   |
| Однина      | Множина                                           | Однина                                            | Множина                                           | Однина                                            | Множина                                           | Однина                                            | Множина                                           |                                                   |
| ----------- | ------------------------------------------------- | ------------------------------------------------- | ------------------------------------------------- | ------------------------------------------------- | ------------------------------------------------- | ------------------------------------------------- | ------------------------------------------------- | ------------------------------------------------- |
| Перша особа | portātus eram                                     | portātī erāmus                                    | territus eram                                     | territī erāmus                                    | petītus eram                                      | petītī erāmus                                     | audītus eram                                      | audītī erāmus                                     |
| Друга особа | portātus erās                                     | portātī erātis                                    | territus erās                                     | territī erātis                                    | petītus erās                                      | petītī erātis                                     | audītus erās                                      | audītī erātis                                     |
| Третя особа | portātus erat                                     | portātī erant                                     | territus erat                                     | territī erant                                     | petītus erat                                      | petītī erant                                      | audītus erat                                      | audītī erant                                      |

#### Кон'юнктив (плюсквамперфект)
Давноминулий час умовного способу (plusquamperfectum coniunctivi) в незалежних реченнях може передавати побажання (c. optativus) — всі особи або можливість (c. potentialis) — всі особи. Його утворюють додаванням до основи перфекта суфікса isse та особових закінчень.
|             | Давноминулий час умовного способу активного стану | Давноминулий час умовного способу активного стану | Давноминулий час умовного способу активного стану | Давноминулий час умовного способу активного стану | Давноминулий час умовного способу активного стану | Давноминулий час умовного способу активного стану | Давноминулий час умовного способу активного стану | Давноминулий час умовного способу активного стану |
| portāre     | portāre                                           | terrēre                                           | terrēre                                           | petere                                            | petere                                            | audīre                                            | audīre                                            |                                                   |
| Однина      | Множина                                           | Однина                                            | Множина                                           | Однина                                            | Множина                                           | Однина                                            | Множина                                           |                                                   |
| ----------- | ------------------------------------------------- | ------------------------------------------------- | ------------------------------------------------- | ------------------------------------------------- | ------------------------------------------------- | ------------------------------------------------- | ------------------------------------------------- | ------------------------------------------------- |
| Перша особа | portāvissem                                       | portāvissēmus                                     | terruissem                                        | terruissēmus                                      | petīvissem                                        | petīvissēmus                                      | audīvissem                                        | audīvissēmus                                      |
| Друга особа | portāvissēs                                       | portāvissētis                                     | terruissēs                                        | terruissētis                                      | petīvissēs                                        | petīvissētis                                      | audīvissēs                                        | audīvissētis                                      |
| Третя особа | portāvisset                                       | portāvissent                                      | terruisset                                        | terruissent                                       | petīvisset                                        | petīvissent                                       | audīvisset                                        | audīvissent                                       |

В пасивному стані поруч із пасивним дієприкметником дієслово esse відмінюється в минулому недоконаному часі умовного способу (essem, esses, esset... ).
| перша особа | portātus essem | portātī essēmus | territus essem | territī essēmus |
| Друга особа | portātus essēs | portātī essētis | territus essēs | territī essētis |
| Третя особа | portātus esset | portātī essent  | territus esset | territī essent  |
|             | petere         | petere          | audīre         | audīre          |
| Однина      | Множина        | Однина          | Множина        |                 |
| Перша особа | petītus essem  | petītī essēmus  | audītus essem  | audītī essēmus  |
| Друга особа | petītus essēs  | petītī essētis  | audītus essēs  | audītī essētis  |
| Третя особа | petītus esset  | petītī essent   | audītus esset  | audītī essent   |

### Футур другий
Майбутній доконаний час (tempus futurum secundum, tempus futurum exactum) стосується дії, що завершиться в майбутньому, перш ніж почнеться інша дія. Цей час єдиний, що вживається лише в одному способі.

#### Індикатив (футур другий)
Дійсний спосіб (futurum secundum indicativi) є єдиним способом майбутнього доконаного часу. Як було сказано, цей час визначає дію, що завершиться в майбутньому раніше за початок іншої дії.
|             | Майбутній доконаний час дійсного способу активного стану | Майбутній доконаний час дійсного способу активного стану | Майбутній доконаний час дійсного способу активного стану | Майбутній доконаний час дійсного способу активного стану | Майбутній доконаний час дійсного способу активного стану | Майбутній доконаний час дійсного способу активного стану | Майбутній доконаний час дійсного способу активного стану | Майбутній доконаний час дійсного способу активного стану |
| portāre     | portāre                                                  | terrēre                                                  | terrēre                                                  | petere                                                   | petere                                                   | audīre                                                   | audīre                                                   |                                                          |
| Однина      | Множина                                                  | Однина                                                   | Множина                                                  | Однина                                                   | Множина                                                  | Однина                                                   | Множина                                                  |                                                          |
| ----------- | -------------------------------------------------------- | -------------------------------------------------------- | -------------------------------------------------------- | -------------------------------------------------------- | -------------------------------------------------------- | -------------------------------------------------------- | -------------------------------------------------------- | -------------------------------------------------------- |
| Перша особа | portāverō                                                | portāverimus                                             | terruerō                                                 | terruerimus                                              | petīverō                                                 | petīverimus                                              | audīverō                                                 | audīverimus                                              |
| Друга особа | portāveris                                               | portāveritis                                             | terrueris                                                | terrueritis                                              | petīveris                                                | petīveritis                                              | audīveris                                                | audīveritis                                              |
| Третя особа | portāverit                                               | portāverint                                              | terruerit                                                | terruerint                                               | petīverit                                                | petīverint                                               | audīverit                                                | audīverint                                               |

Як і у всіх доконаних часах, у майбутньому часі пасивний стан утворюють за допомогою пасивного дієприкметника та дієслова esse, яке відмінюється в майбутньому недоконаному часі.
|             | Майбутній доконаний час дійсного способу пасивного стану | Майбутній доконаний час дійсного способу пасивного стану | Майбутній доконаний час дійсного способу пасивного стану | Майбутній доконаний час дійсного способу пасивного стану | Майбутній доконаний час дійсного способу пасивного стану | Майбутній доконаний час дійсного способу пасивного стану | Майбутній доконаний час дійсного способу пасивного стану | Майбутній доконаний час дійсного способу пасивного стану |
| portāre     | portāre                                                  | terrēre                                                  | terrēre                                                  | petere                                                   | petere                                                   | audīre                                                   | audīre                                                   |                                                          |
| Однина      | Множина                                                  | Однина                                                   | Множина                                                  | Однина                                                   | Множина                                                  | Однина                                                   | Множина                                                  |                                                          |
| ----------- | -------------------------------------------------------- | -------------------------------------------------------- | -------------------------------------------------------- | -------------------------------------------------------- | -------------------------------------------------------- | -------------------------------------------------------- | -------------------------------------------------------- | -------------------------------------------------------- |
| Перша особа | portātus erō                                             | portātī erimus                                           | territus erō                                             | territī erimus                                           | petītus erō                                              | petītī erimus                                            | audītus erō                                              | audītī erimus                                            |
| Друга особа | portātus eris                                            | portātī eritis                                           | territus eris                                            | territī eritis                                           | petītus eris                                             | petītī eritis                                            | audītus eris                                             | audītī eritis                                            |
| Третя особа | portātus erit                                            | portātī erunt                                            | territus erit                                            | territī erunt                                            | petītus erit                                             | petītī erunt                                             | audītus erit                                             | audītī erunt                                             |

## Незавершені форми
До незавершених форм латинського дієслова належать дієприкметник, інфінітив, супін, ґерундій та ґерундив. Для прикладів використаємо такі дієслова:
1ша дієвідміна: portō, portāre, portāvī, portātum — носити
2га дієвідміна: terreō, terrēre, terruī, territum — лякати, проганяти
3тя дієвідміна: petō, petere, petīvī, petītum — прагнути, вимагати
4та дієвідміна: audiō, audīre, audīvī, audītum — чути, слухати

### Дієприкметник
Дивись також Дієприкметник 
В латинській мові існує три види дієприкметника: теперішній активний, минулий пасивний та майбутній активний.
- Дієприкметник теперішнього часу активного стану (particirium praesentis activi) відмінюється як прикметник третьої відміни. Дієслова першої та другої дієвідмін утворюють його шляхом додавання до основи інфінітива суфікса -nt. У третій та четвертій дієвідмінах між основою та суфіксом виникає e, тобто основа інфінітива набуває суфікс -ent. Puer portāns означає Хлопець, що несе.
- Дієприкметник минулого часу пасивного стану (participium perfecti passivi) утворюють від основи супіна, додаючи відмінкові закінчення прикметника першої-другої відмін, за зразком якого він відмінюється. Puer portātus перекладають як Принесений хлопець.
- Дієприкметник майбутнього часу активного стану (participium futuri activi) утворюють також від основи супіна та відмінкових закінчень прикметника першої-другої відмін, а між основою і закінченням виникає суфікс -ur-. Цей дієприкметник виражає намір, задум або бажання означуваного. Puer portātūrus можна перекласти як хлопець, що вирішив нести/ хоче нести/ думає нести).

| Теперішній активний | portāns, –antis     | terrēns, –entis     | petēns, –entis     | audiēns, –entis    |
| Минулий пасивний    | portātus, –a, –um   | territus, –a, –um   | petītus, –a, –um   | audītus, –a, –um   |
| Майбутній активний  | portātūrus, –a, –um | territūrus, –a, –um | petītūrus, –a, –um | audītūrus, –a, –um |

### Форми інфінітива
Дивись також Інфінітив
В латинській мові розвинулося шість форм інфінітива. Більшість із них найчастіше вживається в конструкції інфінітив із акузативом (в українській мові відповідає з'ясувальному підрядному реченню) задля розрізнення відтінків змісту. Отже, існують активний і пасивний інфінітиви теперішнього, минулого та майбутнього часів.
- Інфінітив теперішнього часу активного стану подають у словниках як четверту або другу форму. Він завжди має закінчення -re.
  - Portare означає нести.
- Інфінітив теперішнього часу пасивного стану для дієслів першої, другої та четвертої дієвідмін утворюють додаванням до основи теперішнього часу закінчення ri. До основи дієслів третьої дієвідміни додають закінчення i.
  - Portari означає бути несеним.
- Інфінітив перфекта активного стану утворюють додаванням закінчення isse до основи перфекта. Точного відповідника цієї і наступних форм інфінітива в українській мові немає.
  - Portavisse означає носити в минулому.
- Інфінітив перфекта пасивного стану утворюють шляхом поєднанням пасивного дієприкметника минулого часу з інфінітивом дієслова бути (esse).
  - Portatus esse означає бути несеним у минулому.
- Інфінітив майбутнього часу активного стану утворюють шляхом поєднанням активного дієприкметника майбутнього часу із інфінітивом дієслова бути (esse).
  - Portaturus esse означає нести в майбутньому.
- Інфінітив майбутнього часу пасивного стану утворюють шляхом поєднанням супіна зі словом iri.
  - Portatum iri означає бути несеним у майбутньому.

|                     | Форми інфінітива | Форми інфінітива | Форми інфінітива | Форми інфінітива | Форми інфінітива |
| portāre             | terrēre          | petere           | audīre           |                  |                  |
| ------------------- | ---------------- | ---------------- | ---------------- | ---------------- | ---------------- |
| Теперішній активний | portāre          | terrēre          | petere           | audīre           |                  |
| Теперішній пасивний | portārī          | terrērī          | petī             | audīrī           |                  |
| Минулий активний    | portāvisse       | terruisse        | petīvisse        | audīvisse        |                  |
| Минулий пасивний    | portātus esse    | territus esse    | petītus esse     | audītus esse     |                  |
| Майбутній активний  | portātūrus esse  | territūrus esse  | petītūrus esse   | audītūrus esse   |                  |
| Майбутній пасивний  | portātum īrī     | territum īrī     | petītum īrī      | audītum īrī      |                  |

### Супін
Дивись також Супін 
Супін (supinum) — це віддієслівний іменник, який відмінюється як іменник четвертої відміни. При цьому супіну притаманні лише два відмінки — знахідний (Accusativus) і відкладний Ablativus). Форму супіна записують після першої особи префекта (третя або четверта форма дієслова).
- Супін у знахідному відмінку (інакше супін I) вживають при дієсловах руху, виражаючи мету руху.
  - Vado auditum magistrum. — Я йду, аби послухати вчителя.
- Супін у відкладному відмінку (або супін II) вживають з деякими прислівниками, після яких можна поставити питання у якому відношенні? відносно чого?
  - De eo horrible dictu. — Про це страшно сказати.

|            | Супін    | Супін    | Супін   | Супін   | Супін |
| portāre    | terrēre  | petere   | audīre  |         |       |
| ---------- | -------- | -------- | ------- | ------- | ----- |
| Знахідний  | portātum | territum | petītum | audītum |       |
| Відкладний | portātū  | territū  | petītū  | audītū  |       |

### Ґерундій
Дивись також Ґерундій 
Ґерундій (gerundium) — це віддієслівний іменник, який утворюють схоже до активного дієприкметника теперішнього часу. А саме, до основи дієслів першої та другої дієвідмін додають суфікс nd, а до основи дієслів третьої та четвертої дієвідмін — end. Ґерундій вживають в усіх відмінках однини, при чому називним відмінком фактично є інфінітив теперішнього часу. Відмінюється він за правилами середнього роду другої відміни іменників. Наприклад:
- ars legendi (родовий) — мистецтво читання, do operam legendo (давальний) — докладаю зусиль до читання, paratus sum ad legendum (знахідний) — я готовий до читання, legendo memoriam exerceo (відкладний) — читаючи я треную пам'ять.

|            | Ґерундій  | Ґерундій  | Ґерундій | Ґерундій  | Ґерундій |
| portāre    | terrēre   | petere    | audīre   |           |          |
| ---------- | --------- | --------- | -------- | --------- | -------- |
| Родовий    | portandī  | terrendī  | petendī  | audiendī  |          |
| Давальний  | portandō  | terrendō  | petendō  | audiendō  |          |
| Знахідний  | portandum | terrendum | petendum | audiendum |          |
| Відкладний | portandō  | terrendō  | petendō  | audiendō  |          |

Ґерундій вживають тоді, коли немає додатка. Натомість коли є додаток, вживають ґерундив.
Наприклад: paratus ad oppugnandum — "готовий до нападу", paratus ad hostes oppugnandos — "готовий до нападу ворогів".

### Ґерундив
Дивись також Ґерундив 
Ґерундив в ізольованій формі набуває значення пасивного дієприкметника недоконаного виду. Утворення ґерундива схоже на утворення ґерундія: до того ж суфікса nd (end) додають прикметникові закінчення. Відмінюється ґерундив як прикметник першої-другої відміни. Існує два випадки у вживанні ґерундія: як означення іменника та в описовій дієвідміні пасивного стану.
- Liber legendus — читана книга.
- Hic liber mihi legendus est. — Я маю прочитати цю книгу (ця книга має бути прочитана мені).

| Ґерундив           | Ґерундив           | Ґерундив          | Ґерундив           |
| portāre            | terrēre            | petere            | audīre             |
| ------------------ | ------------------ | ----------------- | ------------------ |
| portandus, –a, –um | terrendus, –a, –um | petendus, –a, –um | audiendus, –a, –um |

## Описові дієвідміни
Існує дві описові дієвідміни (coniugationes periphrasticae) — активна і пасивна.

### Активна описова дієвідміна
Активний дієприкметник майбутнього часу у поєднанні з дієсловом-зв'язкою утворюють конструкцію, яку називають описова дієвідміна активного стану (coniugatio periphrastica activa). Вона виражає задум, намір чи бажання підмета. Час наміру виражає дієслово-зв'язка. Наприклад:
- Marcus sibi domum aedificaturus est. — Марк має намір збудувати собі дім.
- Marcus sibi domum aedificaturus erat. — Марк вирішив збудувати собі дім.

Умовний спосіб виражає припущення:
- Marcus sibi domum aedificaturus sit. — Можливо, Марк має намір збудувати собі дім.

### Пасивна описова дієвідміна
Ґерундив у поєднанні з дієсловом-зв'язкою складає так звану описову дієвідміну пасивного стану (coniugatio periphrastica passiva). Ця конструкція виражає необхідність виконання дії для логічного підмета, який вжито в давальному відмінку.
- Domus Marco (Dativus) aedificandus est. — Маркові треба збудувати дім.
- Domus Marco aedificandus erat. — Маркові треба було збудувати дім.

У безособовій конструкції, де виконавця дії (давальний відмінок) не вказано, ґерундив вживають у середньому роді:
- Pacta servanda sunt. — Треба дотримуватися угод.
- Domi aedificanda sunt. — Треба будувати будинки.

## Винятки у відмінюванні дієслів та недостатні дієслова

### Неправильні дієслова
В латинській мові є незначна кількість дієслів, відмінювання яких не підпадає під загальну парадигму дієвідмінювання. Ось вони:
sum, fui, futurus, esse — бути, існувати
eo, ivi / ii, itum, ire — іти
volo, volui, –, velle — хотіти, бажати
nolo, nolui, –, nolle — не хотіти, відмовлятися
malo, malui, –, malle — надавати перевагу
fero, tuli, latum, ferre — носити, приносити
fio, factus sum, fieri — виникати, робитися
edo, edi, esum, edere — їсти
do, edi, datum, dare — давати

#### Дієслово esse
|                           |             | Дійсний спосіб | Дійсний спосіб | Умовний спосіб | Умовний спосіб | Наказовий спосіб | Наказовий спосіб |
| ------------------------- | ----------- | -------------- | -------------- | -------------- | -------------- | ---------------- | ---------------- |
| Однина                    | Множина     | Однина         | Множина        | Однина         | Множина        |                  |                  |
| Теперішній час            | Перша особа | sum            | sumus          | sim            | simus          | —                | —                |
| Теперішній час            | Друга особа | es             | estis          | sis            | sitis          | es               | este             |
| Теперішній час            | Третя особа | est            | sunt           | sit            | sint           | —                | —                |
|                           |             | Дійсний спосіб | Дійсний спосіб | Умовний спосіб | Умовний спосіб | Наказовий спосіб | Наказовий спосіб |
| Однина                    | Множина     | Однина         | Множина        | Однина         | Множина        |                  |                  |
| Минулий недоконаний час   | Перша особа | eram           | eramus         | essem          | essemus        | —                | —                |
| Минулий недоконаний час   | Друга особа | eras           | eratis         | esses          | essetis        | —                | —                |
| Минулий недоконаний час   | Третя особа | erat           | erant          | esset          | essent         | —                | —                |
|                           |             | Дійсний спосіб | Дійсний спосіб | Умовний спосіб | Умовний спосіб | Наказовий спосіб | Наказовий спосіб |
| Однина                    | Множина     | Однина         | Множина        | Однина         | Множина        |                  |                  |
| Майбутній недоконаний час | Перша особа | ero            | erimus         | —              | —              | —                | —                |
| Майбутній недоконаний час | Друга особа | eris           | eritis         | —              | —              | esto             | estote           |
| Майбутній недоконаний час | Третя особа | erit           | erunt          | —              | —              | esto             | sunto            |
|                           |             | Дійсний спосіб | Дійсний спосіб | Умовний спосіб | Умовний спосіб | Наказовий спосіб | Наказовий спосіб |
| Однина                    | Множина     | Однина         | Множина        | Однина         | Множина        |                  |                  |
| Минулий доконаний час     | Перша особа | fui            | fuimus         | fuerim         | fuerimus       | —                | —                |
| Минулий доконаний час     | Друга особа | fuisti         | fuistis        | fueris         | fueritis       | —                | —                |
| Минулий доконаний час     | Третя особа | fuit           | fuerunt        | fuerit         | fuerint        | —                | —                |
|                           |             | Дійсний спосіб | Дійсний спосіб | Умовний спосіб | Умовний спосіб | Наказовий спосіб | Наказовий спосіб |
| Однина                    | Множина     | Однина         | Множина        | Однина         | Множина        |                  |                  |
| Давноминулий час          | Перша особа | fueram         | fueramus       | fuissem        | fuissemus      | —                | —                |
| Давноминулий час          | Друга особа | fueras         | fueratis       | fuisses        | fuissetis      | —                | —                |
| Давноминулий час          | Третя особа | fuerat         | fuerant        | fuisset        | fuissent       | —                | —                |
|                           |             | Дійсний спосіб | Дійсний спосіб | Умовний спосіб | Умовний спосіб | Наказовий спосіб | Наказовий спосіб |
| Однина                    | Множина     | Однина         | Множина        | Однина         | Множина        |                  |                  |
| Майбутній доконаний час   | Перша особа | fuero          | fuerimus       | —              | —              | —                | —                |
| Майбутній доконаний час   | Друга особа | fueris         | fueritis       | —              | —              | —                | —                |
| Майбутній доконаний час   | Третя особа | fuerit         | fuerint        | —              | —              | —                | —                |

### Відкладені та напіввідкладені дієслова
Відкладні дієслова — це такі дієслова, що вживаються лише у пасивній формі, при цьому маючи активне значення. В латинській мові їх є понад 200. Подібні дієслова є й в українській мові: українське дивитися має постфікс -ся, який не надає йому зворотності значення дії; при цьому не існує дієслова дивити).
У словниках записують три форми відкладених дієслів: першу особу теперішнього часу, першу особу минулого доконаного часу (пасивний дієприкметник минулого часу із дієсловом бути у формі (я) є) та інфінітив (пасивний):
1-ша дієвідміна: arbitror, arbitratus sum, arbitrari — мислити, вважати
2-га дієвідміна: polliceor, pollicitus sum, polliceri — обіцяти
3-тя дієвідміна: loquor, locutus sum, loqui — говорити
4-та дієвідміна: orior, ortus sum, oriri — виникати
Відмінюються відкладені дієслова так само, як і звичайні, але лише у пасивному стані. Хоча вони не мають форм активного стану, неможливо сказати слово сказано за допомогою дієслова loqui, а verbum loquitur означає слово каже.
Відкладені дієслова мають кілька неособових форм активного стану:
- дієприкметник теперішнього часу активного стану: arbitrans — мислячий
- інфінітив майбутнього часу активного стану: arbitraturus esse — подумати у майбутньому
- ґерундій: (modus) arbitrandi — (спосіб) мислення

Напіввідкладені дієслова — це ті, що у часах, утворених від основи інфінітива мають активні форми, а у часах, утворених від основи перфекта — пасивні. При цьому їх значення завжди лише активне. Наприклад: gaudeo, gavisus sum, gaudere — радіти. В часах недоконаного виду напіввідкладені дієслова відмінюються як активні форми, а в часах доконаного виду — як пасивні.

### Дієслова третьої відміни на-io
До третьої дієвідміни належить нечисленна група дієслів, чия основа теперішнього часу закінчується не на приголосний, а на -i-, при тому, що основа інфінітива закінчується таки на приголосний (як і у більшості дієслів 3-ї дієвідміни). Такі дієслова трапляються також серед відкладених. Найуживаніші серед них:
capio, cepi, captum, capere — брати, ловити
cupio, cupivi, cupitum, cupere — бажати
facio, feci, factum, facere — робити
fugio, fugi, fugitum, fugere — тікати, уникати
jacio, jeci, jactum, jacere — кидати
pario, peperi, partum, parere — народжувати
rapio, rapui, raptum, rapere — захоплювати
specio, spexi, spectum, specere — дивитися
sapio, sapivi, –, sapere — бути розумним
gradior, gressus sum, gradi (відкл.) — іти
morior, mortuus sum, mori (відкл.) — помирати
patior, passus sum, pati (відкл.) — терпіти
При відмінюванні особові закінчення у часах недоконаного виду додають до основи теперішнього часу, а в інших часах — до основи перфекта. При цьому:
- у 2-й особі однини теперішнього часу перед закінченням -ris кінцевий голосний -i- переходить в -e-: morior, moreris, moritur... 
у 3-й особі множини теперішнього часу перед закінченням -nt та -ntur з’являється голосний -u-: capimus, capitis, capiunt...

Отже, ці дієслова поводяться як дієслова 4-ї дієвідміни в:
теперішньому часі дійсного способу (я, він…) — capiō, capiunt, і т.д.
минулому недоконаному часі дійсного способу — capiēbam, capiēbāmus, і т.д.
майбутньому недоконаному часі дійсного способу — capiam, capiēmus, і т.д.
теперішньому часі умовного способу — capiam, capiāmus, і т.д.
майбутньому часі наказового способу (вони) — capiuntō, і т.д.
активному дієприкметнику теперішнього часу — capiēns, –entis
ґерундію — capiendī, capiendum, і т.д.
ґерундиві — capiendus, –a, –um

### Недостатні дієслова
Недостатні дієслова утворюють не всі, а лише деякі часові чи особові форми.
Деякі з них мають форми лише доконаного виду, але значення недоконаного. Таким чином перфект стає презенсом, плюсквамперфект — імперфектом, а футур другий — футуром першим. До таких належать:
coepi, coepisse — починати
odi, odisse — ненавидіти
memini, meminisse — пам’ятати
Odi означає ненавиджу.
Інші відмінюються неправильно.

#### aio— я стверджую, я говорю
| Перша особа | āiō | ——    | āiēbam | āiēbāmus | ——    | ——     |
| Друга особа | aīs | ——    | āiēbās | āiēbātis | āias* | ——     |
| Третя особа | aīt | āiunt | āiēbat | āiēbant  | āiat  | āiant* |
Активний дієприкметник теперішнього часу: — āiēns, –entis

#### inquam— я говорю
|                                 | Дієвідмінювання дієслова inquam | Дієвідмінювання дієслова inquam | Дієвідмінювання дієслова inquam | Дієвідмінювання дієслова inquam        | Дієвідмінювання дієслова inquam        | Дієвідмінювання дієслова inquam          |                                          |    |
| Теперішній час дійсного способу | Теперішній час дійсного способу | Майбутній час дійсного способу  | Майбутній час дійсного способу  | Минулий доконаний час дійсного способу | Минулий доконаний час дійсного способу | Минулий недоконаний час дійсного способу | Минулий недоконаний час дійсного способу |    |
| Однина                          | Множина                         | Однина                          | Множина                         | Однина                                 | Множина                                | Однина                                   | Множина                                  |    |
| ------------------------------- | ------------------------------- | ------------------------------- | ------------------------------- | -------------------------------------- | -------------------------------------- | ---------------------------------------- | ---------------------------------------- | -- |
| Перша особа                     | inquam                          | inquimus                        | ——                              | ——                                     | inquii                                 | ——                                       | ——                                       | —— |
| Друга особа                     | inquis                          | ——                              | inquiēs                         | inquisti                               | ——                                     | ——                                       | ——                                       | —— |
| Третя особа                     | inquit                          | inquiunt                        | inquiet                         | ——                                     | inquit                                 | ——                                       | inquiebat                                | —— |

#### fari— розмовляти
|                                 | Дієвідмінювання дієслова fārī   | Дієвідмінювання дієслова fārī  | Дієвідмінювання дієслова fārī  | Дієвідмінювання дієслова fārī          | Дієвідмінювання дієслова fārī          | Дієвідмінювання дієслова fārī     | Дієвідмінювання дієслова fārī     | Дієвідмінювання дієслова fārī     | Дієвідмінювання дієслова fārī     | Дієвідмінювання дієслова fārī |
| Теперішній час дійсного способу | Теперішній час дійсного способу | Майбутній час дійсного способу | Майбутній час дійсного способу | Минулий доконаний час дійсного способу | Минулий доконаний час дійсного способу | Давноминулий час дійсного способу | Давноминулий час дійсного способу | Теперішній час наказового способу | Теперішній час наказового способу |                               |
| Однина                          | Множина                         | Однина                         | Множина                        | Однина                                 | Множина                                | Однина                            | Множина                           | Однина                            | Множина                           |                               |
| ------------------------------- | ------------------------------- | ------------------------------ | ------------------------------ | -------------------------------------- | -------------------------------------- | --------------------------------- | --------------------------------- | --------------------------------- | --------------------------------- | ----------------------------- |
| Перша особа                     | for                             | ——                             | fābor                          | ——                                     | fātus sum                              | ——                                | fātus eram                        | ——                                | ——                                | ——                            |
| Друга особа                     | ——                              | ——                             | ——                             | ——                                     | ——                                     | ——                                | ——                                | ——                                | fāre                              | ——                            |
| Третя особа                     | fātur                           | fantur                         | fābitur                        | ——                                     | ——                                     | ——                                | ——                                | ——                                | ——                                | ——                            |
Наказовий — fare
Активний дієприкметник иеперішнього часу — fāns, fantis
Активний інфінітив теперішнього часу — fārī
Пасивний інфінітив теперішнього часу — farier
Супін — (acc.) fātum, (abl.) fātū
Ґерундій — (gen.) fandī, (dat. and abl.) fandō, no accusative
Ґерундив — fandus, –a, –um

### Безособові дієслова
Безособові дієслова вживають у двох формах:
- у 3-й особі однини
у інфінітиві

Серед них розрізняють три групи:
- ті, які є відокремленими формами звичайних дієслів:
tonat — гримить (tono, tonui, –, tonare — гриміти)
- ті, які існують лише у безособовій формі:
licet, licuit, licere — можна, дозволено
- ті, які мають і особову, і безособову форми, але їх значення при цьому різне:
звич.: consto, constiti, constaturus, constare — складатися, безособ.: constat, constitit — відомо.

### Винятки в утворенні активних дієприкметників майбутнього часу
Зазвичай активні дієприкметники майбутнього часу утворюються шляхом заміни закінчення супіна -um на -urus. Але є винятки з цього правила:
| активний інфінітив тепер. часу | супін   | активний дієприкмет. майбут. |
| iuvāre                         | iūtum   | iuvātūrus                    |
| lavāre                         | lautum  | lavātūrus                    |
| parere                         | partum  | paritūrus                    |
| ruere                          | rutum   | ruitūrus                     |
| secāre                         | sectum  | secātūrus                    |
| fruī                           | fructum | fruitūrus                    |
| morī                           | mortuum | moritūrus                    |
| orīrī                          | ortum   | oritūrus                     |